# プロクター山
プロクター山（英語: Mount Proctor）は、カナダ・ブリティッシュコロンビア州にある山。北アメリカ大陸北西部のカナディアンロッキーを構成している。

## 地理

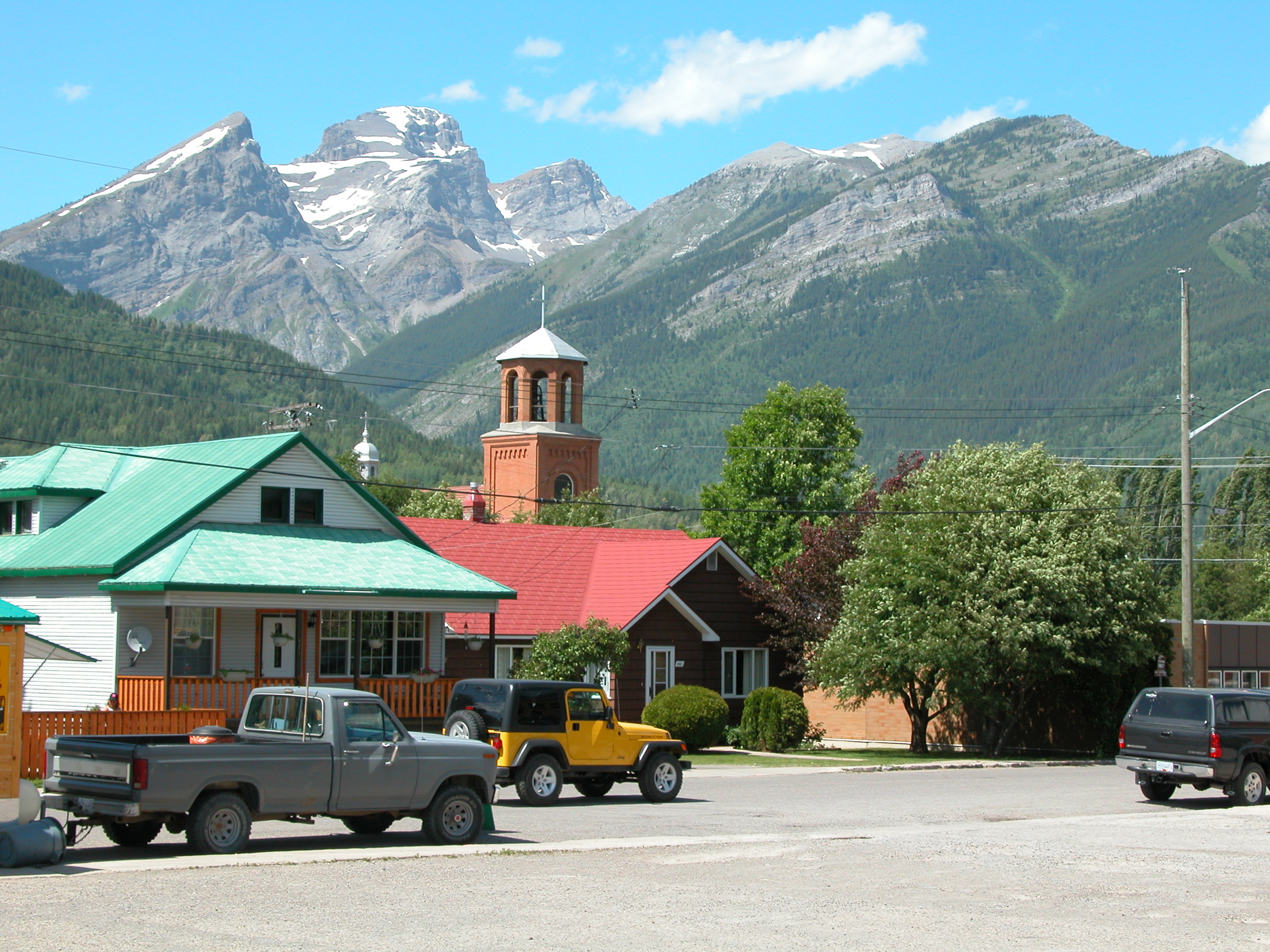
ファーニーの町の中心部から見たプロクター山と周辺の山々。写真右側の山がプロクター山である。

北緯49度33分55秒、西経115度04分42秒に位置しており、この場所はカナダ・ブリティッシュコロンビア州南東端部に属している。カナダのアルバータ州との州境に近く、またアメリカ合衆国（モンタナ州）との国境とも近い。標高は2393 mであり、天候などの条件が良ければ、ブリティッシュコロンビア州高速道路3号線（British Columbia Highway 3）、すなわち、クロウスネストゥ高速道路のファーニーの町付近から見ることも可能である。
この山は石灰岩質の岩でできており、ファーニーの町付近からはハイキングなどに訪れる者もいる。また、1960年頃までは、ここにスキー場が存在していた。